# Campionato europeo Superstock 600 2008
Il Campionato europeo Superstock 600 del 2008 è stato la quarta edizione del campionato Europeo della categoria Superstock 600. Sviluppatosi su 10 prove in totale, con inizio in Spagna sul circuito di Valencia il 5 aprile e conclusione in Portogallo, sul circuito di Portimão il 2 novembre.
Al termine del campionato si è laureato campione europeo il pilota francese Loris Baz alla guida di una Yamaha YZF-R6 gestita dal team YZF Yamaha Junior, che ha preceduto di 52 punti l'italiano Marco Bussolotti anch'egli su Yamaha. Al terzo posto si piazza l'inglese Gino Rea, sempre con Yamaha, staccato di 54 punti dal leader del campionato.

## Calendario
| Nº | Data        | Gran Premio    | Circuito         | Pole Position    | Vincitore Gara   | Leader del campionato |
| -- | ----------- | -------------- | ---------------- | ---------------- | ---------------- | --------------------- |
| 1  | 5 aprile    | Spagna         | Valencia         | Danilo Petrucci  | Loris Baz        | Loris Baz             |
| 2  | 27 aprile   | Paesi Bassi    | Assen            | Danilo Petrucci  | Dan Linfoot      | Dan Linfoot           |
| 3  | 10 maggio   | Italia         | Monza            | Loris Baz        | Loris Baz        | Loris Baz             |
| 4  | 14 giugno   | Germania       | Nürburgring      | Patrik Vostárek  | Patrik Vostárek  | Loris Baz             |
| 5  | 28 giugno   | San Marino     | Misano Adriatico | Patrik Vostárek  | Patrik Vostárek  | Loris Baz             |
| 6  | 19 luglio   | Rep. Ceca      | Brno             | Patrik Vostárek  | Patrik Vostárek  | Loris Baz             |
| 7  | 3 agosto    | Regno Unito    | Brands Hatch     | Loris Baz        | Loris Baz        | Loris Baz             |
| 8  | 7 settembre | Unione europea | Donington        | Marco Bussolotti | Marco Bussolotti | Loris Baz             |
| 9  | 4 ottobre   | Francia        | Magny-Cours      | Gino Rea         | Dan Linfoot      | Loris Baz             |
| 10 | 2 novembre  | Portogallo     | Portimão         | Gino Rea         | Gino Rea         | Loris Baz             |

## Classifica finale
| Posizione | Pilota               | Motocicletta | Spagna (bandiera) | Paesi Bassi (bandiera) | Italia (bandiera) | Germania (bandiera) | San Marino (bandiera) | Rep. Ceca (bandiera) | Regno Unito (bandiera) | Europa (bandiera) | Francia (bandiera) | Portogallo (bandiera) | Punti |
| --------- | -------------------- | ------------ | ----------------- | ---------------------- | ----------------- | ------------------- | --------------------- | -------------------- | ---------------------- | ----------------- | ------------------ | --------------------- | ----- |
| 1         | Loris Baz            | Yamaha       | 1                 | 5                      | 1                 | 2                   | 3                     | 2                    | 1                      | 12                | 2                  | 2                     | 186   |
| 2         | Marco Bussolotti     | Yamaha       | Rit               | 7                      | 2                 | 5                   | 2                     | 5                    | 5                      | 1                 | 5                  | 3                     | 134   |
| 3         | Gino Rea             | Yamaha       | 9                 | 9                      | 8                 | 3                   | 9                     | 3                    | 2                      | 3                 | 6                  | 1                     | 132   |
| 4         | Patrik Vostárek      | Honda        | 11                | 2                      | 6                 | 1                   | 1                     | 1                    | Rit                    | 5                 |                    |                       | 121   |
| 5         | Dan Linfoot          | Yamaha       | 3                 | 1                      | NP                | 6                   | 6                     | 4                    | Rit                    | 4                 | 1                  | 11                    | 117   |
| 6         | Daniele Beretta      | Suzuki       | 4                 | 4                      | 3                 | 23                  | 5                     | Rit                  | 3                      | Rit               | 7                  | 6                     | 88    |
| 7         | Danilo Petrucci      | Yamaha       | 2                 | Rit                    | 4                 | 8                   | 7                     | 10                   | 4                      |                   | 11                 | 7                     | 83    |
| 8         | Vincent Lonbois      | Suzuki       | 12                | 3                      | Rit               | 13                  | 4                     | Rit                  | SQ                     | 7                 | 4                  | 4                     | 71    |
| 9         | Gregg Black          | Yamaha       | Rit               | 6                      | 16                | 7                   | 8                     | 6                    | 8                      | Rit               | 8                  | 26                    | 53    |
| 10        | Eddi La Marra        | Suzuki       | 8                 | 8                      | 7                 | 25                  | 11                    | 13                   | 6                      | 10                | Rit                | 24                    | 49    |
| 11        | Leonardo Biliotti    | Honda        | 6                 | Rit                    | 5                 | 21                  | SQ                    | 8                    | 22                     | 9                 | 17                 | 16                    | 36    |
| 12        | Giuliano Gregorini   | Honda        | 5                 | 24                     | 10                | 4                   | 12                    | 20                   | 19                     | 15                |                    |                       | 35    |
| 13        | Mathieu Gines        | Yamaha       |                   |                        |                   |                     |                       |                      | 7                      |                   | 3                  | 14                    | 27    |
| 14        | Renato Costantini    | Yamaha       | 10                |                        |                   | 10                  | 14                    | Rit                  | 9                      |                   | 14                 | 20                    | 23    |
| 15        | Kenny Tirsgaard      | Suzuki       | 28                | 14                     | 12                | 11                  | 18                    | 19                   | 27                     | 20                | 9                  | 13                    | 21    |
| 16        | Alex Lowes           | Kawasaki     | 25                | Rit                    | Rit               | 27                  | 21                    | 26                   | 20                     | 2                 | 21                 |                       | 20    |
| 17        | Hampus Johansson     | Yamaha       | 7                 | 11                     | Rit               | 17                  | 10                    | Rit                  | 29                     | Rit               | Rit                | 25                    | 20    |
| 18        | Matthieu Lussiana    | Yamaha       | 18                | 15                     | Rit               | 9                   | Rit                   | 11                   | 26                     | Rit               | Rit                | 9                     | 20    |
| 19        | Jérémy Guarnoni      | Yamaha       | Rit               | 20                     | Rit               | 15                  | 16                    | 14                   | 11                     | 19                | 12                 | 10                    | 20    |
| 20        | Sam Lowes            | Honda        | 27                | Rit                    | 13                | 26                  | 20                    | 12                   | Rit                    | 6                 | 22                 | 28                    | 17    |
| 21        | Joshua Day           | Honda        |                   |                        |                   |                     |                       |                      |                        | 14                | 18                 | 5                     | 13    |
| 22        | Ondřej Ježek         | Kawasaki     | 17                |                        |                   | 12                  |                       | 7                    |                        |                   |                    |                       | 13    |
| 23        | Michal Sembera       | Honda        | 14                | Rit                    | Rit               | 14                  | Rit                   | Rit                  | 12                     | 17                | 15                 |                       | 9     |
| 24        | Fabio Massei         | Honda        |                   |                        |                   |                     |                       |                      |                        |                   |                    | 8                     | 8     |
| 25        | Lee Johnston         | Honda        |                   |                        |                   |                     |                       |                      |                        | 8                 | Rit                |                       | 8     |
| 26        | Fredrik Karlsen      | Yamaha       | 22                | 10                     | Rit               | 18                  | 17                    | 15                   | 28                     | Rit               | Rit                | 15                    | 8     |
| 27        | Yannick Guerra       | Yamaha       | 21                | 21                     | 11                | 24                  | 19                    | 16                   | 16                     | 18                | 13                 | 19                    | 8     |
| 28        | Nicolas Pouhair      | Yamaha       | 16                | 16                     | Rit               |                     | 24                    | 9                    | 17                     | Rit               | 16                 | 23                    | 7     |
| 28        | Gianluca Capitini    | Yamaha       |                   |                        | 9                 |                     |                       |                      |                        |                   |                    |                       | 7     |
| 30        | David Paton          | Honda        | 20                | 12                     | Rit               | 16                  |                       | 18                   | 13                     |                   |                    |                       | 7     |
| 31        | Etienne Masson       | Yamaha       |                   |                        |                   |                     |                       |                      |                        |                   | 10                 |                       | 6     |
| 32        | Leon Hunt            | Yamaha       |                   |                        |                   |                     |                       |                      | 10                     | Rit               |                    |                       | 6     |
| 33        | Joe Burns            | Yamaha       |                   |                        |                   |                     |                       |                      |                        | 11                |                    |                       | 5     |
| 34        | Christian von Gunten | Yamaha       | 29                | 23                     | 14                | 20                  | 25                    | Rit                  | 21                     | 13                | 20                 | 21                    | 5     |
| 35        | Joey Litjens         | Yamaha       |                   |                        |                   |                     |                       |                      |                        |                   |                    | 12                    | 4     |
| 36        | Simone Grotzkyj      | Honda        | Rit               |                        | 15                | Rit                 | 13                    | Rit                  | NP                     |                   |                    |                       | 4     |
| 37        | Andrea Boscoscuro    | Yamaha       | 19                | 13                     | Rit               | 22                  |                       | Rit                  |                        |                   |                    |                       | 3     |
| 38        | Nacho Calero         | Yamaha       | 13                | 19                     | Rit               | Rit                 | 22                    | 21                   | 25                     | 22                | Rit                | 27                    | 3     |
| 39        | Davide Fanelli       | Triumph      |                   |                        |                   |                     | 15                    |                      | 14                     | Rit               | 19                 |                       | 3     |
| 40        | Jamie Hamilton       | Kawasaki     |                   |                        |                   |                     |                       |                      | 15                     |                   |                    |                       | 1     |
| 41        | Thomas Grant         | Triumph      | 15                |                        |                   |                     |                       |                      |                        |                   |                    |                       | 1     |
| Posizione | Pilota               | Motocicletta | Spagna (bandiera) | Paesi Bassi (bandiera) | Italia (bandiera) | Germania (bandiera) | San Marino (bandiera) | Rep. Ceca (bandiera) | Regno Unito (bandiera) | Europa (bandiera) | Francia (bandiera) | Portogallo (bandiera) | Punti |

| Legenda | 1º posto        | 2º posto            | 3º posto            | A punti      | Senza punti        | Grassetto=Pole position Corsivo=Giro più veloce |
| Legenda | Gara non valida | Non qual./Non part. | Ritirato/Non class. | Squalificato | "-" Dato non disp. | Grassetto=Pole position Corsivo=Giro più veloce |

## Sistema di punteggio
| Pos.  | 1  | 2  | 3  | 4  | 5  | 6  | 7 | 8 | 9 | 10 | 11 | 12 | 13 | 14 | 15 | 16> |
| ----- | -- | -- | -- | -- | -- | -- | - | - | - | -- | -- | -- | -- | -- | -- | --- |
| Punti | 25 | 20 | 16 | 13 | 11 | 10 | 9 | 8 | 7 | 6  | 5  | 4  | 3  | 2  | 1  | 0   |